# Mannheim Hauptbahnhof
Mannheim Hauptbahnhof (magyarul: Mannheim főpályaudvar) egyike Németország legnagyobb vasúti pályaudvarainak. Naponta több mint 100 000 utas fordul meg itt. Az állomás 9 vágányos. Naponta 658 vonat indul innen Németország különböző részeibe, továbbá Európa nagyvárosaiba. Az állomás 1840-ben nyílt meg. A német vasútállomás-kategóriák közül az első osztályba tartozik, ebben a kategóriában 20 német főpályaudvar található, jellemzően a legnagyobbak és legfontosabbak.
2005-ben az Allianz pro Schiene nonprofit szervezet az év vasútállomásának választotta.

## Története
A Heidelbergből induló Badische Hauptbahn (badeni fővonal) eredeti, 1840-ben megnyitott állomása a jelenlegi Tattersall villamosmegálló helyén, a jelenlegi állomástól északra lévő végállomás volt. A Rajna felett Ludwigshafenbe vezető híd (a mai Konrad Adenauer híd) tervei azonban hamarosan szükségessé tették az állomás áthelyezését.
Az állomásépület, amelynek egy része még ma is megmaradt, 1871 és 1876 között épült. Körülbelül 1900-tól kezdve fontolóra vették az állomás bővítését vagy áthelyezését. 1915-ben a meglévő állomás bővítése mellett döntöttek. 1927-ben az állomás homlokzatát lebontották, és 10 méterrel közelebb építették újjá az utcához, megduplázva ezzel az állomás területét. Az átalakítás során vita folyt arról, hogy a homlokzatot vissza kell-e állítani az eredeti formájára. Végül egyszerűsített formában építették újra. A II. világháború alatti jelentős pusztítás és az azt követő újjáépítés miatt a homlokzatot ismét leegyszerűsítették, és díszítőelemek nélkül, de a korábbi formára emlékeztető módon építették újjá.
Az 1939. nyári menetrendben az állomáson naponta 94 érkező és induló menetrend szerinti távolsági vonat szerepelt. A Deutsche Reichsbahn a hálózatának 14. legterheltebb csomópontjaként sorolta be.
1977 és 1982 között egy új relés állomási rendszert (SpDrS60 osztály) telepítettek, amely felváltotta az állomás keleti végén lévő elektromechanikus állomást és három nyomógombos állomást az állomás többi részén. Az 1980-as évek közepén az új jelzőközpont 74 km hosszúságú vonalat irányított 721 berendezéssel (beleértve 250 db kitérőt és siklatót, valamint 66 db főjelzőt).
1985. június 2-án megnyitották a Riedbahn Mannheimbe vezető nyugati bejáratát. Ezzel elkerülhetővé vált, hogy a Frankfurtból Mannheimen keresztül Stuttgartba és Karlsruhéba közlekedő vonatoknak Mannheim Hauptbahnhofban irányt kelljen váltaniuk.
Az 1989 nyarára vonatkozó menetrend szerinti távolsági vonatok napi 269 érkezésével és indulásával Mannheim Hauptbahnhof az 1989. nyári menetrendben a Deutsche Bundesbahn hálózatának tizedik legfontosabb csomópontja volt. Az 1996 nyarára vonatkozó menetrendben napi 308 érkezésével és indulásával a Deutsche Bahn hálózatának hatodik legfontosabb csomópontjává vált.
1995-ben parkolóházat építettek az állomás előtere alatt, az állomásépületet pedig 1999 és 2001 között átfogóan felújították és átalakították. A peron felőli épületeket meghosszabbították és szimmetriájukat helyreállították, míg a bejárati csarnok üvegkupolát kapott. A hagyomány és a modernizmus ötvözése sikeresnek tekinthető.
A 2004-es menetrendben 332 érkező és induló járattal az állomás a Deutsche Bahn hálózatának ötödik legfontosabb csomópontjává vált.
2007. július 18-án hivatalosan megnyitották az új központi autóbuszpályaudvart az állomás mellett. Az autóbuszpályaudvarról közlekedő távolsági buszok által használt kilenc parkolóhelyet jelenleg több mint 30 buszjárat szolgálja ki az üzemeltető Mannheimer Parkhausbetriebe GmbH szerint.

## Járatok

### Távolsági járatok
| Járat    | Útvonal | Járatsűrűség |
| -------- | --- | ------------ |
| ICE 11   | Berlin – Braunschweig – Kassel-Wilhelmshöhe – Frankfurt (Main) – Mannheim – Stuttgart – Ulm – Augsburg – München (– Innsbruck)                                               | kétóránként  |
| ICE 12   | Berlin – Braunschweig – Kassel-Wilhelmshöhe – Frankfurt (Main) – Mannheim – Karlsruhe – Freiburg – Bázel (– Zürich – Interlaken-Ost)                                         | kétóránként  |
| ICE 20   | (Kiel –) Hamburg – Hannover – Kassel-Wilhelmshöhe – Frankfurt (Main) – Mannheim – Karlsruhe – Freiburg – Basel (– Zürich – Interlaken-Ost)                                   | kétóránként  |
| ICE 22   | (Kiel –) Hamburg – Hannover – Kassel-Wilhelmshöhe – Frankfurt (Main) – Frankfurt (Main) Flughafen – Mannheim – Stuttgart                                                     | kétóránként  |
| ICE 42   | (Hamburg – Bréma –) Dortmund – Duisburg – Köln – Siegburg/Bonn – Frankfurt Flughafen – Mannheim – Stuttgart – Ulm – Augsburg – München                                       | kétóránként  |
| ICE 43   | (Amszterdam – Duisburg –) illetve (Hannover – Dortmund – Wuppertal –) Köln – Siegburg/Bonn – Frankfurt Flughafen – Mannheim – Karlsruhe – Freiburg – Basel                   | kétóránként  |
| ICE 45   | Köln – Köln/Bonn Flughafen – Montabaur – Limburg Süd – Wiesbaden – Mainz – Mannheim – Heidelberg – Stuttgart                                                                 | egy vonatpár |
| ICE 50   | Drezda – Lipcse – Erfurt – Frankfurt (Main) – Darmstadt – Mannheim – Kaiserslautern – Saarbrücken                                                                            | egy vonatpár |
| ICE 82   | Frankfurt (Main) – Mannheim – Kaiserslautern – Saarbrücken – Paris Est | öt vonatpár  |
| IC/EC 30 | (Westerland illetve Ostseebad Binz –) Hamburg – Bremen – Dortmund – Duisburg – Köln – Koblenz – Mannheim – Stuttgart (illetve Karlsruhe – Freiburg – Basel – Chur)           | kétóránként  |
| IC 32    | (Berlin – Hannover –) Dortmund illetve (Münster –) Essen – Duisburg – Köln – Koblenz – Mannheim – Stuttgart – Ulm – Augsburg – München (illetve Friedrichshafen – Innsbruck) | kétóránként  |
| IC 35    | Norddeich Mole – Münster – Duisburg – Köln – Koblenz – Mannheim – Stuttgart illetve Karlsruhe – Konstanz                                                                     | egy vonatpár |
| IC 50    | Frankfurt – Darmstadt – Mannheim – Kaiserslautern – Homburg(Saar) – Saarbrücken                                                                                              | egy vonatpár |
| IC 55    | Lipcse – Magdeburg – Braunschweig – Hannover – Dortmund – Wuppertal illetve Duisburg – Köln – Koblenz – Mannheim – Heidelberg – Stuttgart – Ulm – Kempten – Oberstdorf       | egy vonatpár |
| IC/EC 62 | Saarbrücken – Homburg (Saar) – Mannheim – Heidelberg – Stuttgart – Ulm – Augsburg – München – Rosenheim – Salzburg – Graz                                                    | egy vonatpár |
| IC       | Mannheim - Ludwigshafen am Rhein - Frankenthal - Worms - Frankfurt am Main                                                                                                   | egy vonatpár |
| CNL      | Koppenhága – Hamburg – Frankfurt (Main) Süd – Mannheim – Basel |              |
| CNL      | Amszterdam – Duisburg – Köln – Koblenz – Frankfurt – Mannheim – Karlsruhe – Bellinzona – Mailand C                                                                           |              |
| CNL      | Prága – Drezda – Lipcse illetve Berlin – Erfurt – Frankfurt (Süd) – Mannheim – Karlsruhe – Bázel – Zürich                                                                    |              |
| D        | Moszkva – Brest – Varsó – Frankfurt (Oder) – Frankfurt (Main) – Mannheim – Karlsruhe – Bázel                                                                                 |              |

### S-Bahn
| Járat | Útvonal | Járatsűrűség |
| ----- | --- | ------------ |
| S 1   | Homburg (Saar)–Osterburken Homburg (Saar) – Kaiserslautern – Neustadt (Weinstraße) – Schifferstadt – Ludwigshafen – Mannheim – Heidelberg – Neckargemünd – Eberbach – Mosbach (Baden) – Osterburken | Óránként     |
| S 2   | Kaiserslautern–Eberbach (–Mosbach Baden) Kaiserslautern – Neustadt (Weinstraße) – Schifferstadt – Ludwigshafen – Mannheim – Heidelberg – Neckargemünd – Eberbach (– Mosbach Baden)                  | Óránként     |
| S 3   | Germersheim–Karlsruhe Germersheim – Speyer – Schifferstadt – Ludwigshafen – Mannheim – Heidelberg – Wiesloch-Walldorf – Bruchsal – Karlsruhe                                                        | Óránként     |
| S 4   | Germersheim–Bruchsal Germersheim – Speyer – Schifferstadt – Ludwigshafen – Mannheim – Heidelberg – Wiesloch-Walldorf – Bruchsal                                                                     | Óránként     |

## Vasútvonalak
- Mannheim–Karlsruhe–Bázel nagysebességű vasútvonal
- Mannheim–Saarbrücken-vasútvonal
- Mainz–Mannheim-vasútvonal
- Westliche Einführung der Riedbahn
- Mannheim–Frankfurt-vasútvonal
- Mannheim–Stuttgart nagysebességű vasútvonal
- Rheinbahn
- Mannheim Hbf – Mannheim Hgbf
- Mannheim Hbf – Heidelberg-Kirchheim/Rohrbach-vasútvonal